# 柳原町
柳原町（やなぎはらちょう）は、京都府紀伊郡にあった町。現在の京都市下京区の南東端と東山区の南西部、京都駅東方、七条駅南方、東福寺駅北方にあたる。

## 地理
- 河川：鴨川

## 歴史
- 1889年（明治22年）4月1日 - 愛宕郡柳原庄が紀伊郡へ転属の上、単独で町村制を施行して、紀伊郡柳原町が発足。
- 1918年（大正7年）4月1日 - 柳原町が京都市へ編入され、同市下京区東七条小稲荷町、東七条郷之町、東七条上之町、東七条下之町、東七条西之町、東七条東之町、東七条川端町、東七条屋形町、柳原野本町、柳原宮ノ内町となる。同日柳原町廃止。
- 1929年（昭和4年）4月1日 - 柳原野本町、柳原宮ノ内町が新設の東山区へ転属。
- 1933年（昭和8年） - 東山区側の町名が「柳原」の冠称を「一橋」に変更。
- 1965年（昭和40年） - 下京区側の町名が「東七条」の冠称を廃する。

## 行政

### 町長
町長は以下の通りである。
- 桜田儀兵衛[1]
- 明石民蔵[2]
- 唐瀧庄三郎[3]
- 桜田儀三郎[4]

## 経済

### 産業
農業
『大日本篤農家名鑑』によれば、柳原町の篤農家は唐瀧庄三郎がいた。
商工業
商工業者は金融業の桜田、履物商の吉岡・若林、肥料商の原田、質商の鈴鹿、鼻緒製造業の若林・柏原・成瀬がいた。
金融機関
- 柳原銀行

## 交通

### 鉄道路線
旧町域を鉄道院の東海道本線（現・奈良線）、京阪電気鉄道京阪本線が通過したが、駅は所在しなかった。

### 道路
- 高倉通
- 河原町通
- 川端通
- 鞘町通
- 塩小路通
- 八条通

## 現在の町名
- 下京区 - 小稲荷町、郷之町、上之町、下之町、西之町、東之町、川端町、屋形町
- 東山区 - 一橋野本町、一橋宮ノ内町

## 出身人物
- 桜田規矩三（全国水平社創立者の一人）